# Marzena Hmielewicz
Marzena Hmielewicz (ur. we Wrocławiu) – polska fotografka i fotoreporterka.

## Życiorys
Urodziła się we Wrocławiu. Ukończyła kurs fotografii Wrocławskiego Towarzystwa Fotograficznego, później kształciła się w dziedzinie fotografii na Uniwersytecie Artystycznym w Poznaniu oraz w dziedzinie technik audiowizualnych na Massachusetts Institute of Technology. Jej nauczycielem został Jan Bortkiewicz. W latach 1993–2006 pracowała jako fotoreporterka dla „Gazety Wyborczej”, przez pierwsze kilka lat działając we Wrocławiu, po czym pracując dla warszawskiego oddziału. Od 2006 roku pracuje jako wolny strzelec. Wraz z Marcinem Jamkowskim współtworzy kolektyw Adventure Pictures. Jej fotografie ukazały się na łamach polskich i zagranicznych periodyków, w tym w „National Geographic”, „Financial Times” „Newsweeku”, „Polityce”, „Wysokich Obcasach” czy „Dużym Formacie”, a także w publikacjach książkowych.  
W 1990 roku rozpoczęła współpracę z Wrocławskim Teatrem Pantomimy, fotografując wiele przedstawień, w tym Cardenio i Celinda, czyli nieszczęśliwie zakochani w reżyserii Henryka Tomaszewskiego. Jej zdjęcia z wrocławskiego koncertu Stanisława Sojki i Janusza Iwańskiego załączono do płyty artystów pt. Neopositive (1992).  
Stworzyła zdjęcia i fotosy do filmu dokumentalnego Uratowane z Potopu (2017) na temat wydobycia z Wisły przez naukowców z Uniwersytetu Warszawskiego obiektów z czasów potopu szwedzkiego. Jej fotografie prezentowano na licznych wystawach, takich jak Uratowane z Potopu, Terytoria, czy wystawie zbiorowej Jedyne. Nieopowiedziane historie polskich fotografek w Domu Spotkań z Historią (2021), a sama Hmielewicz została jedną z bohaterek książki o tym samym tytule autorstwa Moniki Szewczyk-Wittek. Prace z ekspedycji zagranicznych, w których brała udział, prezentowano m.in. w ramach wystawy Steuben, krwawa tajemnica Bałtyku, gdzie znalazły się jej zdjęcia dokumentujące wyprawę „National Geographic” do wraku SS General von Steuben (organizacja „National Geographic” i Muzeum Miejskie Wrocławia).  
Hmielewicz została wyróżniona nagrodami w konkursach Polskiej Fotografii Prasowej 1995 (Warszawa), Euro Press Photo Awards 1995 (Sztokholm) i Humanity Photo Awards 2015 (Shangri-La, Dêqên). 